# Aprostocetus csokakoensis
Aprostocetus csokakoensis är en stekelart som först beskrevs av Erdös 1969.  Aprostocetus csokakoensis ingår i släktet Aprostocetus, och familjen finglanssteklar. Arten är reproducerande i Sverige.